# Monstera costaricensis
Monstera costaricensis (Engl. & K.Krause) Croat & Grayum – gatunek wieloletnich, wiecznie zielonych pnączy z rodziny obrazkowatych, pochodzący z Kostaryki, zasiedlający lasy deszczowe strefy równikowej.